# Djibril Tamsir Niane
Djibril Tamsir Niane (Conakri, 9 de enero de 1932-Senegal, 8 de marzo de 2021) fue un historiador, dramaturgo y cuentista guineano.

## Biografía
Nacido en Conakri, su educación secundaria fue en Senegal y su título de la Universidad de Burdeos. Fue profesor honorario de la Universidad Howard y la Universidad de Tokio. Se destaca por presentar la Epopeya de Sundiata, sobre Sundiata Keita (ca. 1217-1255), fundador del Imperio de Malí, al mundo occidental en 1960 al traducir la historia que le contó Djeli Mamoudou Kouyate, un griot o oral tradicional. historiador. También editó el Volumen IV —África del siglo XII al XVI— de la Historia General de África de la UNESCO y realizó otros proyectos de la UNESCO. Fue el padre de la modelo Katoucha Niane (1960-2008).
Niane falleció en Senegal el 8 de marzo de 2021, a los 89 años.